# Ostropest plamisty

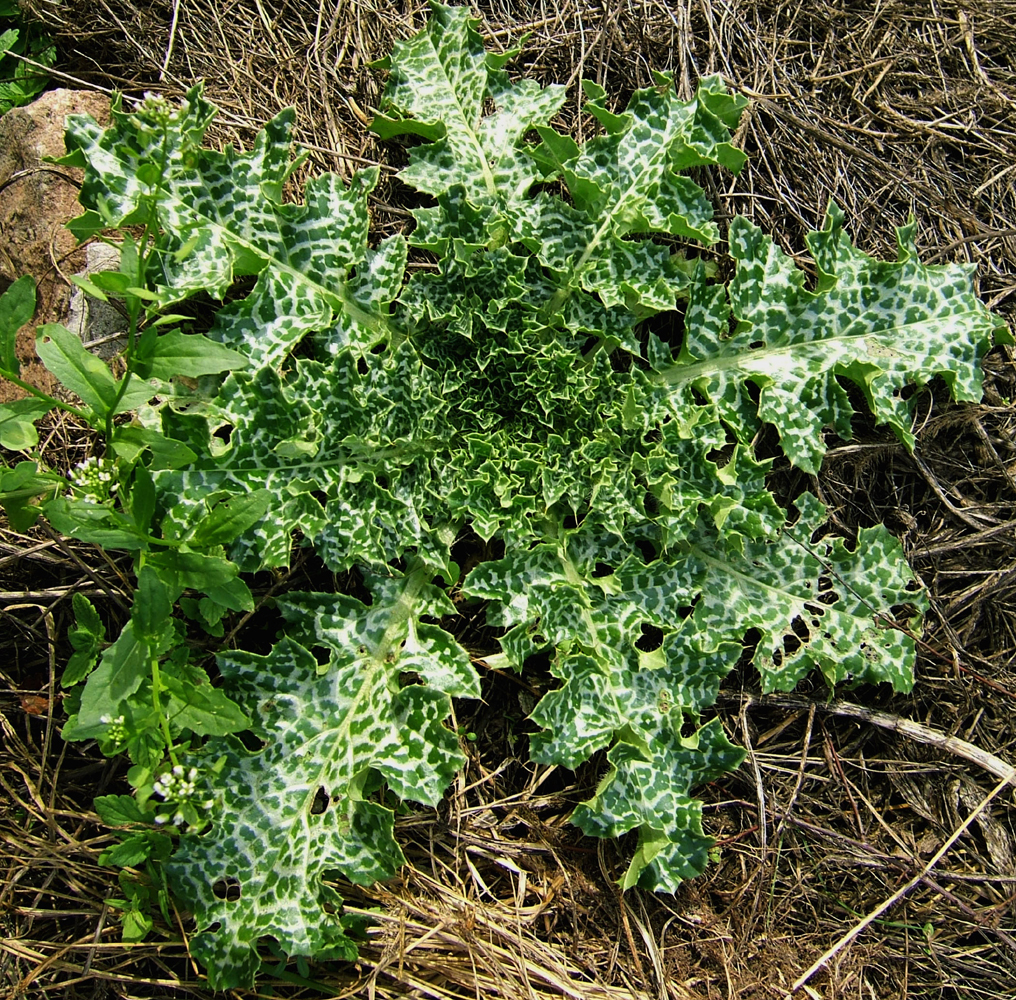
Młody ostropest

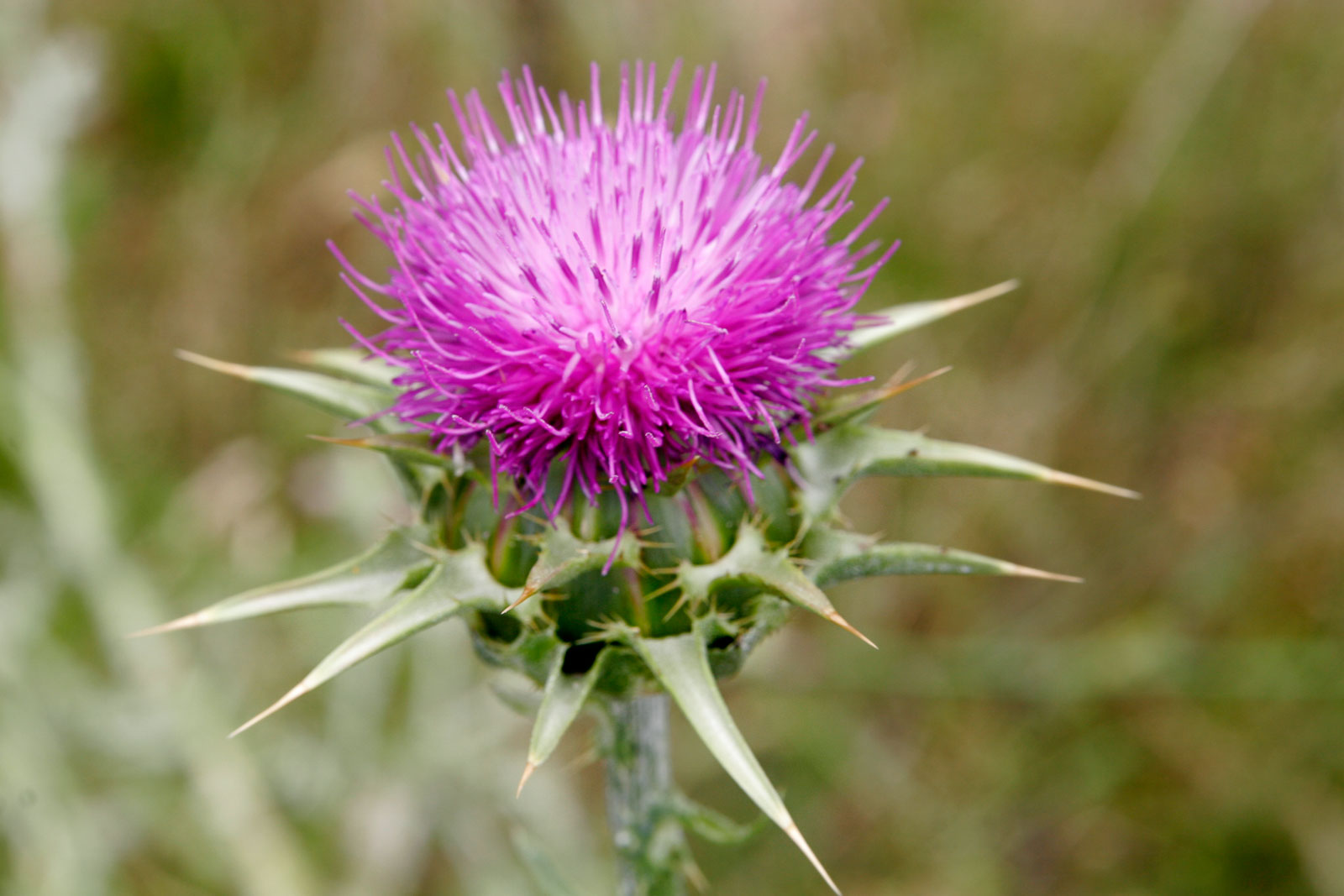
Kwiatostan

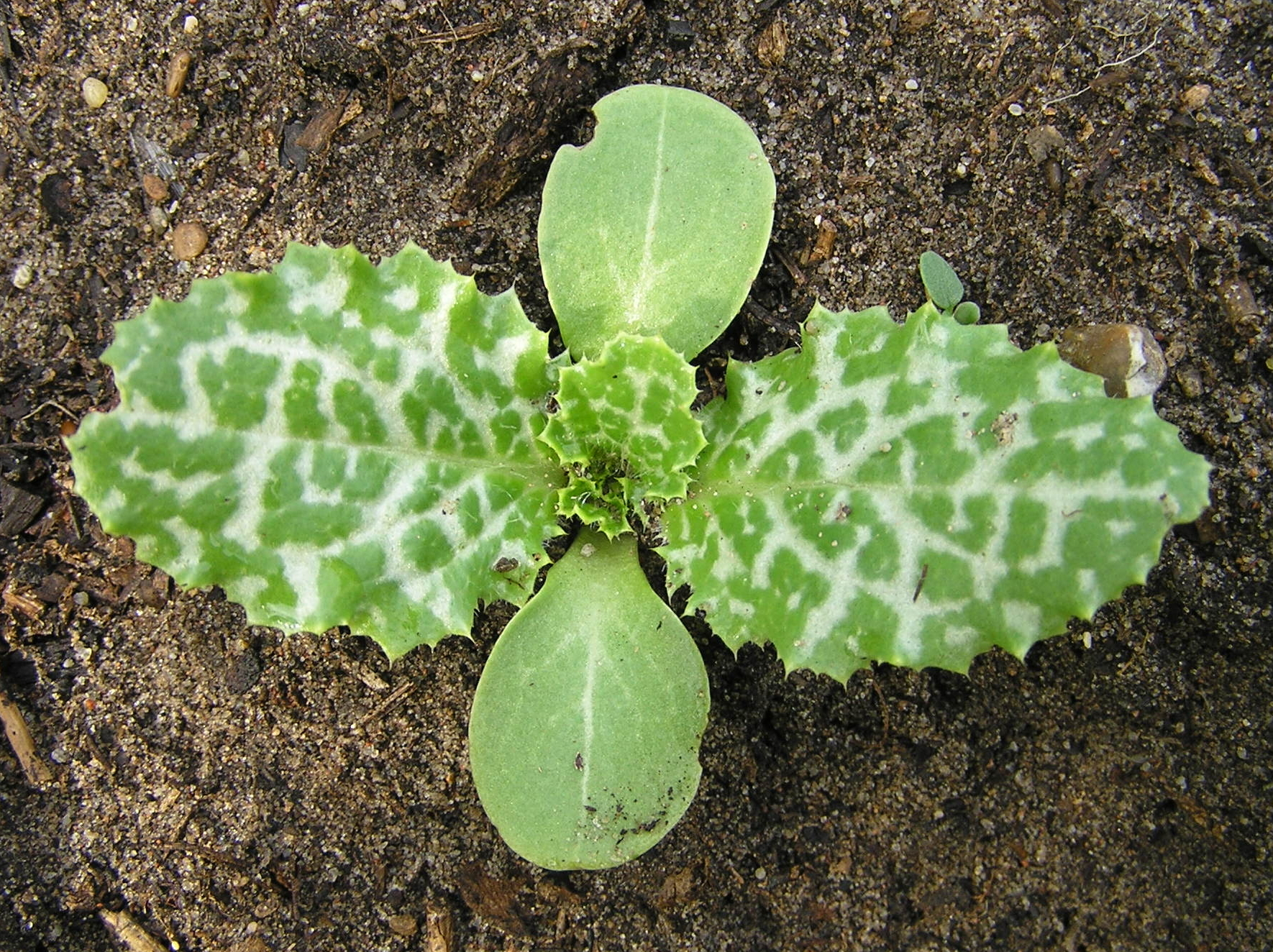
Siewka

Ostropest plamisty (Silybum marianum (L.) Gaertner) – gatunek rośliny należący do rodziny astrowatych (Asteraceae).

## Zasięg występowania
Pochodzi z obszaru śródziemnomorskiego: południowej i południowo-wschodniej Europy, Afryki Północnej, Azji Zachodniej oraz niektórych rejonów Azji Środkowej (Indie, Pakistan). Jako gatunek introdukowany (przypadkowo zawleczony lub uciekinier z upraw) rozprzestrzenił się w wielu rejonach świata. Obecnie rośnie dziko, poza obszarem swojego pierwotnego występowania także w innych miejscach Afryki i Europy, w Australii, Nowej Zelandii, Ameryce Północnej i Południowej. W Polsce jest rośliną uprawną, czasami dziczejącą (ergazjofigofit).

## Morfologia
PokrójSwoim wyglądem bardzo podobny do ostów.
ŁodygaGruba, prosta, wzniesiona, górą rozgałęziająca się. Osiąga wysokość do 2 m.
LiścieSzerokoeliptyczne lub odwrotnie jajowate, bezogonkowe, obejmujące swoją nasadą łodygę, zatokowo klapowane, białoplamiste. Brzegi mają silnie kolczaste.
KwiatyZebrane w zwisłe kwiatostany – duże koszyczki (4–5 cm długości) wyrastające na szczycie łodyg. Łuski okrywy koszyczków zakończone są długim, odgiętym i kolczasto orzęsionym końcem. Kwiaty o purpurowej barwie.
OwocNiełupka z żółtawoszarym puchem kielichowym ponad dwukrotnie dłuższym od owocu.

## Biologia i ekologia
Roślina jednoroczna. W Polsce zdziczałe formy spotyka się w ogrodach, nieużytkach, ugorach oraz w zbiorowiskach ruderalnych i synantropijnych. Kwiaty zapylane są przez owady. Kwitnie od lipca do sierpnia.

## Uprawa
Ostropest plamisty jest jedną z roślin, które przeszły ze stanu dzikiego w warunki uprawy polowej. Plon rośliny jest w dużym stopniu determinowany czynnikami meteorologicznymi i glebowymi. W latach wilgotnych, ciepłych i na żyznych glebach osiągać może rozmiary do ok. 2 m i dojrzewać bardzo późno, ale nie jest to normą. Przeciętna wysokość roślin, wyhodowanej i uprawianej w Polsce odmiany Silma, wynosi 1,56 m.. Dolistne stosowanie mikroelementów powoduje wzrost plonu owoców ostropestu, a także zwiększenie zawartości potasu, fosforu i tłuszczu.

## Zastosowanie
Roślina lecznicza.
- Historia: Lecznicze działanie ostropestu znane było w starożytności i średniowieczu. O ostropeście wspomina już Teofrast żyjący ok. 370-287 r. p.n.e. Lecznicze działanie ostropestu znali Dioskurides i Pliniusz Starszy, żyjący w I wieku naszej ery. O korzystnym wpływie ostropestu na wątrobę pisał wybitny angielski zielarz John Gerard (1545-1611) i botanik Nicholas Culpeper (1616-1654)[11]. Opisuje go w swoim dziele również żyjąca w XI wieku Hildegarda z Bingen[7]. Obecnie ostropest plamisty jest uprawiany na potrzeby przemysłu farmakologicznego (zioło)[12].
- Surowiec zielarski: owoce Fructus silybi mariani. Zawierają sylimarynę, flawonoidy, aminy biogenne (histaminę, tyraminę), kwasy organiczne, śluz, witaminy C i K, fitosterole, garbniki, białka, cukry, olej z dużą ilością kwasu linolowego (50%) i sole mineralne[7]. Najważniejsza jest sylimaryna, która jest silnym przeciwutleniaczem. Jej zawartość dochodzi do 2-3%. Z nasion ostropestu wytwarza się lek Sylimarol (w postaci pastylek). Można też samodzielnie sporządzać z nich odwar lub nalewkę. Lek ten ma zastosowanie zarówno profilaktyczne (np. podaje się go ludziom pracującym w oparach substancji chemicznych i napromieniowaniu), jak i lecznicze – przy marskości wątroby, alkoholowym stłuszczeniu wątroby, niealkoholowym stłuszczeniu wątroby (ang. NAFLD), nieżytach dróg żółciowych, kamicy żółciowej, po żółtaczce, w trakcie leczenia nowotworów. Jest nieszkodliwy nawet dla kobiet ciężarnych i karmiących[12].
- Działanie: przeciwzapalne, stymulujące regenerację i wytwarzanie nowych komórek wątroby, a przede wszystkim odtruwające. Chroni wątrobę przed licznymi truciznami, m.in. takimi, jak: alkohol, dwusiarczek węgla, pestycydy, a nawet truciznami muchomora sromotnikowego[12]. Ma własności przeciwkrwotoczne, przeciwzakrzepowe, wzmacnia ściany naczyń krwionośnych, zwiększa wydzielanie soków trawiennych, poprawia trawienie, a u kobiet karmiących laktację[7].
- Interakcje: obniża stężenie i skuteczność takich leków jak metronidazol (obniżenie stężenia o około 50%) i indynawir (nieznaczne obniżenie stężenia). Poza tym wykazano, że ostropest hamuje aktywność cytochromu P450 w badaniach in vitro, jednak w badaniach in vivo nie stwierdzono, aby miało to istotne znaczenie kliniczne w postaci interakcji z lekami metabolizowanymi przez izoenzymy CYP1A2, CYP2C9, CYP2D6 oraz CYP3A4/5, tym niemniej zaleca się zachowanie ostrożności[13].
- Zbiór i suszenie: koszyczki kwiatowe zbiera się pod koniec sierpnia, lub we wrześniu, gdy nasiona zmieniają już barwę na brązową. Suszy się w przewiewnym i zacienionym miejscu, po wysuszeniu młóci i oddziela nasiona[7].

Inne zastosowania
- Sztuka kulinarna: z dolnych liści rośliny można przyrządzać zdrowe sałatki[14].
- Kosmetyka. Olej z nasion ostropestu ma podobne zastosowanie, jak olej z wiesiołków i ogórecznika. Nawilża skórę i przyspiesza jej regenerację[7].
- Roślina ozdobna. Jest uprawiany w ogrodach w celach ozdobnych. Najlepiej wygląda pojedynczo na trawniku, lub w kompozycji z innymi, niskimi roślinami. Ścięte kwiaty nadają się do dekoracji wnętrz[7].

## Udział w kulturze
- Łacińską nazwę Silybum nadał tej roślinie grecki lekarz Dioskurydes w 100 r. p.n.e. Nazwa gatunkowa marianum pochodzi od Matki Boskiej. Według legendy gdy w szopie betlejemskiej karmiła dzieciątko, krople mleka upadły na liście ostropestu i spowodowały powstanie na nich białych plam[11].
- Według znawców roślin biblijnych ostropest plamisty może być ostem, o którym mowa w cytacie z Księgi Sędziów (8,7): „... wówczas wymłócę ciała wasze cierniami pustyni i ostami”. Jest pospolity w okolicach Ofry, w której rozgrywały się wydarzenia opisane w Księdze Sędziów, a jego budowa (długie i kolczaste łodygi zwieńczone pałkami kolczastych kwiatostanów) powodują, że nadaje się na bicz. Z kolei N. H. Moldenke, A. L. Moldenke i N. Hepper są zdania, że o ostropeście plamistym mówi przypowieść o siewcy w Ewangelii Marka (4,3) – siewki zbóż są zagłuszane przez siewki ostropestu, który rozwija się szybciej od nich[15]. Do ostropestu plamistego mogą odnosić się również inne cytaty Biblii: Rdz 3,18, 2 Kr 25,18, Hbr 6,8[11].